# Enteromius zanzibaricus
Enteromius zanzibaricus é uma espécie de peixe actinopterígeo da família Cyprinidae.
Pode ser encontrada nos seguintes países: Quénia e Malawi.
Os seus habitats naturais são: rios e lagos de água doce.